# Partido de Carmen de Areco
Carmen de Areco es uno de los 135 partidos que componen la provincia argentina de Buenos Aires.
Se encuentra a Lat 34°23′ S, Long 59°49′ O, Alt 50 m s. n. m.
Su cabecera es la ciudad de Carmen de Areco.

## Localidades dentro del partido
- Carmen de Areco
- Tres Sargentos
- Gouin
- Paraje Kenny
- Paraje Tatay

## Intendentes municipales
| Intendente         | Mandato                                           | Partido | Partido | Alianza | Alianza |
| ------------------ | ------------------------------------------------- | ------- | ------- | ------- | ------- |
| Rafael Barneda     | 10 de diciembre de 1983 - 10 de diciembre de 1987 |         | UCR     |         | —       |
| Santiago Pignataro | 10 de diciembre de 1987 - 10 de diciembre de 1991 |         | PJ      |         | FREJURE |
| Santiago Pignataro | 10 de diciembre de 1991 - 10 de diciembre de 1995 |         | PJ      | FREJUFE |         |
| Santiago Pignataro | 10 de diciembre de 1995 - 10 de diciembre de 1997 |         | PJ      | FREJUFE |         |
| Luis Pronesti      | 10 de diciembre de 1997 - 10 de diciembre de 1999 |         | PJ      | FREJUFE |         |
| Luis Pronesti      | 10 de diciembre de 1999 - 10 de diciembre de 2003 |         | PJ      | CJ      |         |
| Luis Pronesti      | 10 de diciembre de 2003 - 10 de diciembre de 2007 |         | PJ      | —       |         |
| Marcelo Skansi     | 10 de diciembre de 2007 - 9 de diciembre de 2011  |         | NAC     |         | —       |
| Marcelo Skansi     | 10 de diciembre de 2011 - 10 de diciembre de 2015 |         | NAC     |         | —       |
| Marcelo Skansi     | 10 de diciembre de 2015 - 10 de diciembre de 2019 |         | NAC     |         | —       |
| Iván Villagrán     | 9 de diciembre de 2019 - 10 de diciembre de 2023  |         | PJ      |         | FdT     |
| Iván Villagrán     | 10 de diciembre de 2023 - En el cargo             |         | PJ      | UP      |         |

## Población
| Evolución poblacional del partido de Carmen de Areco según los distintos censos de población y variación intercensal en porcentaje | Evolución poblacional del partido de Carmen de Areco según los distintos censos de población y variación intercensal en porcentaje | Evolución poblacional del partido de Carmen de Areco según los distintos censos de población y variación intercensal en porcentaje | Evolución poblacional del partido de Carmen de Areco según los distintos censos de población y variación intercensal en porcentaje |
| --- | --- | --- | --- |
| Censo | Población | Variación | |
| 1869 | 3.815 | - | |
| 1881 | 5.783 | +51,58% | |
| 1895 | 5.866 | -1,43% | |
| 1914 | 8.498 | +44,86% | |
| 1947 | 9.632 | +13,34% | |
| 1960 | 9.765 | +1,38% | |
| 1970 | 9.900 | +2,78% | |
| 1980 | 11.031 | +11,42% | |
| 1991 | 12.581 | +14,05% | |
| 2001 | 13.992 | +11,21% | |
| 2010 | 14.692 | +5,00% | |
| 2022 | 17.499 | +19,1% | |

### Sismicidad
La región responde a las subfallas «del río Paraná», y «del río de la Plata», y a la falla de «Punta del Este», con sismicidad baja; y su última expresión se produjo el 5 de junio de 1888 (136 años), a las 3.20 UTC-3, con una magnitud aproximadamente de 4,5 en la escala de Richter (terremoto del Río de la Plata de 1888).
La Defensa Civil municipal debe advertir sobre escuchar y obedecer acerca de 
Área de
- Tormentas severas, poco periódicas, con Alerta Meteorológico
- Baja sismicidad, con silencio sísmico de 136 años